# Deposizione di Cristo dalla croce (Salmeggia)
La Pietà è un dipinto olio su tela realizzato da Enea Salmeggia nel 1623,conservato come pala d'altare del santuario Madonna del Pianto di Albino.

## Storia e descrizione
Il dipinto presenta la data e la firma dell'autore: AENEAS SALMETIA\F MDCXXIIII ed era originariamente esposto nell'ancona marmorea dell'altare maggiore. Con la ricostruzione dell'abside nel 1900, il dipinto fu nuovamente posto nel coro absidale. Un paio di anni prima il pittore nembrese aveva realizzato il medesimo soggetto, per il santuario della Madonna della Gamba di Desenzano al Serio frazione di Albino.
Salmeggia ripropone il soggetto seguendo lo schema di Taddeo Zuccari conservato nella galleria Nazionale di Urbino che sicuramente l'artista aveva studiato attraverso le stampe, a cui fa riferimento la morbidezza del gesto di passaggio del Cristo, e riproponendo lo studio conservato presso la Pinacoteca di Brera eseguito nel 1602 che aveva avuto nella sua esecuzione molti ripensamenti a indicare quanto fosse importante per l'artista il continuo studio dello sviluppo della sua pittura.

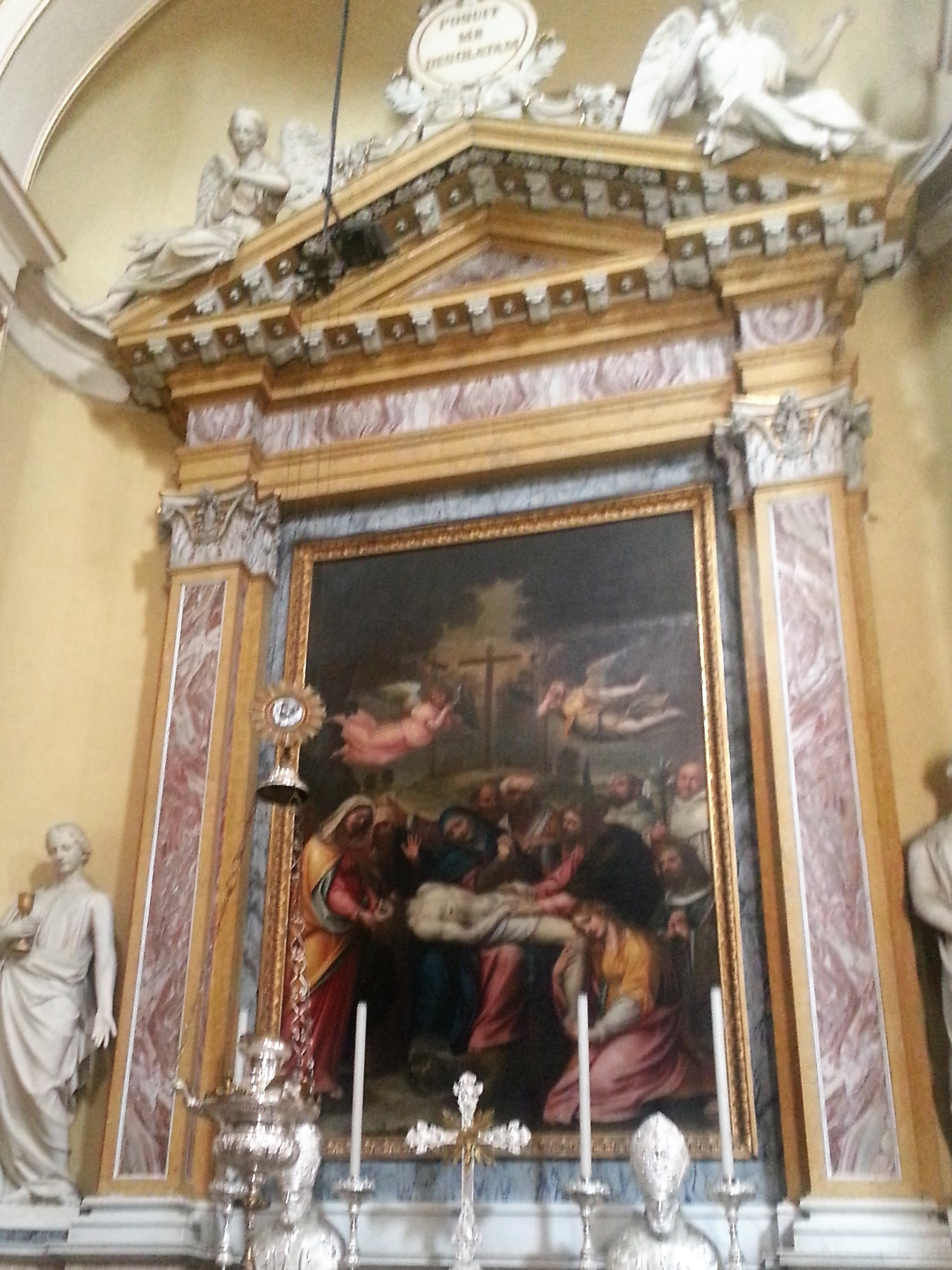
Madonna Addolorata - Santuario della Madonna della Gamba

La scena ci propone san Giovanni evangelista che adagia il corpo morto di Cristo nel grembo della Madre. Accanto i personaggi che sono indicati nei vangeli come presenti alla passione: Maria Maddalena raffigurata in una veste rossa e con i lunghi capelli biondi, sul lato opposto e dietro la Madonna altri apostoli e le pie donne.  Nella parte superiore della tela è raffigurato il monte Calvario con le tre croci. Il soggetto ripropone nella soluzione figurativa di alcuni personaggi, la Pietà del 1571 di Luca Cambiaso conservata come pala d'altare della chiesa di Santa Maria Assunta di Carignano.